# Calycosoma validum
Calycosoma validum är en svampdjursart som beskrevs av Schulze 1899. Calycosoma validum ingår i släktet Calycosoma och familjen Rossellidae. Inga underarter finns listade i Catalogue of Life.